# Орис де Роа, Лино
Лино Орис де Роа (исп. Lino Oris de Roa; 1845, Испания — 17 июля 1920, Буэнос-Айрес) — аргентинский военный испанского происхождения, отличившийся на последних этапах Завоевания пустыни.

## Биография
Родился в 1845 году в Испании. В начале 1860-х годов он иммигрировал вместе с родителями и вступил в ополчение провинции Буэнос-Айрес. С 1864 года он принял участие в Парагвайской войне.
После окончания войны в Парагвае в 1870 году он участвовал в борьбе против революции Рикардо Лопеса Хордана. Но прежде чем закончить учёбу в том же году, он поступил в Военный колледж, где он был преподавателем и заместителем директора.
В 1876 году ему было поручено исследовать Патагонию. Благодаря своим техническим знаниям он участвовал в завоевании пустыни в качестве начальника телеграфных линий Рио-Негро.
По его просьбе его в звании подполковника включили в регулярные войска армии и отправили морем в Пуэрто-Десеадо с отрядом из 30 человек, с которыми он должен был провести разведку и, при необходимости, дать отпор последним мятежным племенам коренных народов, отступающим от побережья Патагонии. По прибытии ему сообщили, что неподалеку расположилась небольшая группа индейцев теуэльче во главе со своим вождем. Они не были воинами, но торговали с боличерос Пуэрто-Десеадо, обменивая вторичные продукты охоты на гуанако и малого нанду — шкуры и перья. Их вождем был Оркеке, известный и дружелюбно настроенный к белым на протяжении десятилетий. Учитывая, что приказ о захвате мятежных индейцев включал в себя любого вождя коренных народов, он захватил ничего не подозревающего Оркеке и многих членов племени. Он отправил Оркеке в Буэнос-Айрес в качестве военного трофея, хотя отправил с собой свою жену Хадд и дочь Меку. Вождь умер в Буэнос-Айресе, так и не успев вернуться в Патагонию.
Затем он начал исследовать территорию нынешней провинции Чубут в поисках племен, бежавших из Неукена во время наступательных походов Конрадо Вильегаса в этом регионе. Среди них главными были вожди Сайуэке, Инакаяль и Фойель, и со своими воинами и семьями они прошли через северо-запад современного Чубута, спасаясь от отрядов, которые Вильегас послал преследовать их, особенно от отряда Николаса Паласиоса, который нанес серьезное поражение Сайуэке и Инакаялю около озера Науэль-Уапи.
Пройдя через валлийскую колонию Чубут, где ему сообщили о гибели трех валлийских исследователей от рук воинов Инакаяла, он построил форт для защиты колонии. Получив подкрепление в виде более сотни человек, он двинулся в Вальчету, стремясь помешать коренным жителям бежать на восток. Он продвинулся на запад, посетив такие места, как Лос-Менукос, Макинчао, Тромениеу и Джалалабат, но не нашел их.
Тем временем, потерпев поражение при Апелеге или Апуле и у ручья Генуя, вожди Инакаяль и Фойель сдались в октябре 1884 года в Хунин-де-лос-Андес. В том же месте главный индейский касик Сайуэке сдастся 1 января 1885 года.
Позднее Орис де Роа поступил на службу в Генеральный штаб аргентинской армии, где занимал должности секретаря, старшего помощника и начальника штаба.
Орис де Роа скончался в Буэнос-Айресе 17 июня 1920 года.